# 서울 화계사 목조지장보살삼존상 및 시왕상 일괄
서울 화계사 목조지장보살삼존상 및 시왕상 일괄(서울 華溪寺 木造地藏菩薩三尊像 및 十王像 一括)은 서울특별시 강북구, 화계사에 있는 조선시대의 보살상이다. 문화재청장이 2014년 1월 13일 국가지정문화재(보물)로 지정 예고절차를 거쳐, 2014년 3월 11일 대한민국의 보물 제1822호로 지정하였다.

## 개요
‘서울 화계사 목조지장보살삼존상 및 시왕상 일괄(서울 華溪寺 木造地藏菩薩三尊像 및 十王像 一括)’은 지장보살, 도명존자, 무독귀왕의 지장삼존상과 시왕, 판관, 사자(使者), 동자, 인왕 등 총 25 점으로 이루어져 있다. 모든 존상이 주존 지장보살상과 동일한 조각양식을 갖고 있어 영철(靈哲) 등에 의해 조성된 것으로 판단된다.
당당한 신체와 율동적인 옷주름 묘사 등에서 수연(守衍), 영철로 이어지는 수연파의 작풍을 볼 수 있고, 지장보살상을 비롯한 여러 존상에서 코가 높고 콧날의 윗부분이 양 미간의 높이에 비해 유난히 돌출되게 조각된 것은 영철 조각의 특징으로 보인다.
비록 일부 동자상을 잃었지만 명부전 내부의 주요 존상들은 대부분 남아 있어 조선 후기 명부전의 구성을 잘 보여주는 예이다. 뛰어난 작품성과 함께 조성연대, 조각가 및 봉안사찰과 이안사찰 등에 관한 명확한 기록이 남아 있어 조선 후기 불교조각사 연구에 매우 중요한 불상군으로 평가된다.

## 같이 보기
- 화계사

## 참고 자료
- 서울 화계사 목조지장보살삼존상 및 시왕상 일괄 - 국가유산청 국가유산포털